# Мухаррак
Муха́ррак, Эль-Мухаррак (араб.  المحرق‎) — второй по величине город Бахрейна. До 1923 года являлся столицей страны.

## Общая информация
Расположен на одноимённом острове, на северо-востоке страны. Имеется традиционный арабский рынок (сук). Мухаррак служит штаб-квартирой авиакомпании Gulf Air, кроме того, здесь базируется футбольная команда «Аль-Мухаррак». К городу прилегает искусственный архипелаг Амвадж, на котором находится множество вилл и других зданий, проживают около 10 тысяч человек.

## Климат
| Климатограмма Мухаррак                                          | Климатограмма Мухаррак | Климатограмма Мухаррак | Климатограмма Мухаррак | Климатограмма Мухаррак | Климатограмма Мухаррак | Климатограмма Мухаррак | Климатограмма Мухаррак | Климатограмма Мухаррак | Климатограмма Мухаррак | Климатограмма Мухаррак | Климатограмма Мухаррак |
| --------------------------------------------------------------- | ---------------------- | ---------------------- | ---------------------- | ---------------------- | ---------------------- | ---------------------- | ---------------------- | ---------------------- | ---------------------- | ---------------------- | ---------------------- |
| Я                                                               | Ф                      | М                      | А                      | М                      | И                      | И                      | А                      | С                      | О                      | Н                      | Д                      |
| 15 20 14                                                        | 16 21 15               | 14 25 18               | 10 29 22               | 1 34 26                | 0 36 29                | 0 38 30                | 0 38 31                | 0 37 29                | 1 33 26                | 4 28 21                | 11 22 16               |
| Температура в °C • Сумма осадков в мм Источник: wetterkontor.de |                        |                        |                        |                        |                        |                        |                        |                        |                        |                        |                        |

## Население
Население по данным переписи 2001 года составляет 91 307 человек.
| 1981   | 1991   | 2001   | 2012    |
| ------ | ------ | ------ | ------- |
| 61 853 | 74 245 | 91 307 | 176 583 |